# Eustrotia cumalinea
Eustrotia cumalinea là một loài bướm đêm trong họ Noctuidae.